# Acalypha angatensis
Acalypha angatensis é uma espécie de flor do gênero Acalypha, pertencente à família Euphorbiaceae.